# Karcsú disznóparéj
A karcsú disznóparéj (Amaranthus powellii) a disznóparéjfélék családjába tartozó, eredetileg Észak-Amerikában honos gyomnövény, amely Európában inváziós fajként terjed.

## Megjelenése
A karcsú disznóparéj 20–200 cm magas, lágyszárú, egynyári növény. Karcsú hajtásai felfelé törekvőek, a szár alsó része teljesen felkopaszodik, fénylő felületű, esetenként pirosas árnyalatú. Levele keskenyebb, mint a szőrös disznóparéjé, nyele és a levélfonák erezete nem, vagy csak alig szőrös. Színe élénkzöld és kissé fénylő felületű.
Július-szeptember között virágzik. Virágzata nem túl tömött, alul sokszor szaggatott álfüzér. A termős virágoknak keskeny, lándzsás lepelleveleik vannak, vékony középerük szúrós szálkába hegyesedik. Az előlevél jóval hosszabb a bibeszálnál és kiáll a virágzatból.
Termése kupakkal nyíló, fokozatosan keskenyedő csúcsú toktermés, amelyben 1,2-1,5 mm-es vörösesfekete magvak találhatóak, növényenként több tízezer.
Hasonlíthat hozzá a szőrös disznóparéj (A. retroflexus), amelynek levelei szélesebbek, tompazöldek, nyelük és hátsó erezetük sűrűn molyhos. Szintén összetéveszthető a kopasz hajtású, Magyarországon ritka terpedt disznóparéjjal (A. patulus), amelynek virágzatban az előlevél alig hosszabb a bibeszálnál, terméscsúcsa hirtelen keskenyedik és magja csak 0,8-1,2 mm hosszú.
Két alfaja ismert:
- A. powelii ssp. buchonii
- A. powelii ssp. powellii

A szőrös disznóparéjjal alkotott hibridje az A. × soproniensis.

## Elterjedése
Észak-Amerikában, az USA délnyugati részén és Észak-Mexikóban őshonos. 1870 körül jelent meg a Földközi-tenger térségében. Magyarországon az 1920-as években észlelték, és a 40-es évektől már erőteljesen terjeszkedett. Ma az egész országban megtalálható, közönséges gyomnövény, de leginkább Nyugat-Magyarországon, az Alföld északi részén és Békés vármegyében elterjedt.

## Életciklusa
Magva április végén, május elején kezd el csírázni, de utána is folyton jelennek meg új csíranövények. Jellemzően a talaj felső 2–3 cm-éből csíráznak, bár kellően laza talajban 5–6 cm mélyről is előtörnek. Júliustól szeptemberig virágzik, virágait rovarok és a szél porozza be. A termés nyál közepétől szeptemberig érik meg. A mag 15-20 évig is csíraképes marad.
Csírázáshoz melegre, 18–30 °C-ra van szüksége. Eredeti hazájában a termofil erdők és erdőssztyeppek növénye. Fényigényes. A talajt illetően a közepesen nedves, laza, meleg, tápanyagban gazdag, enyhén savanyú vagy semleges talajt kedveli, de nagy a tűrőképessége. Magyarországon általánosan elterjedt szántóföldi gyomnövény, különösen az 1970-es években okozott nagy károkat, amikor elterjedtek triazinrezisztens változatai. Egy 2007-es felmérés szerint akkor a 11. legjelentősebb gyomnövény volt az országban. A virágzó növényt a szúrós előlevelek miatt csak a kecske eszi meg.    

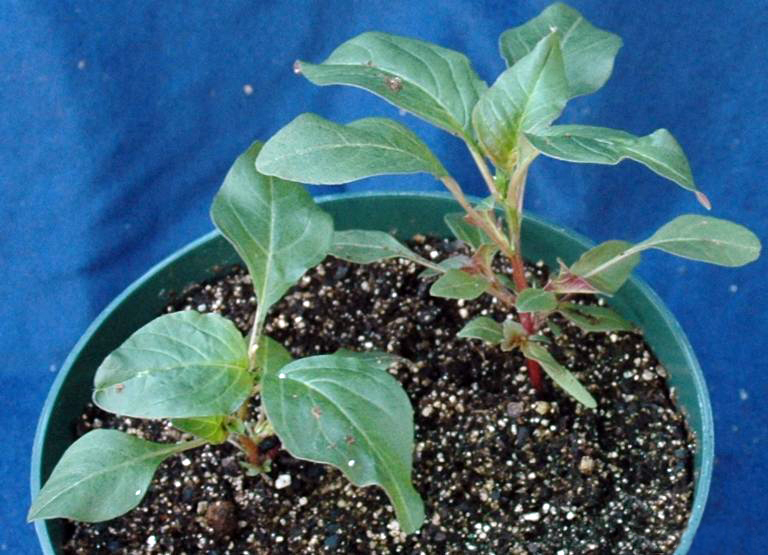
Csíranövény
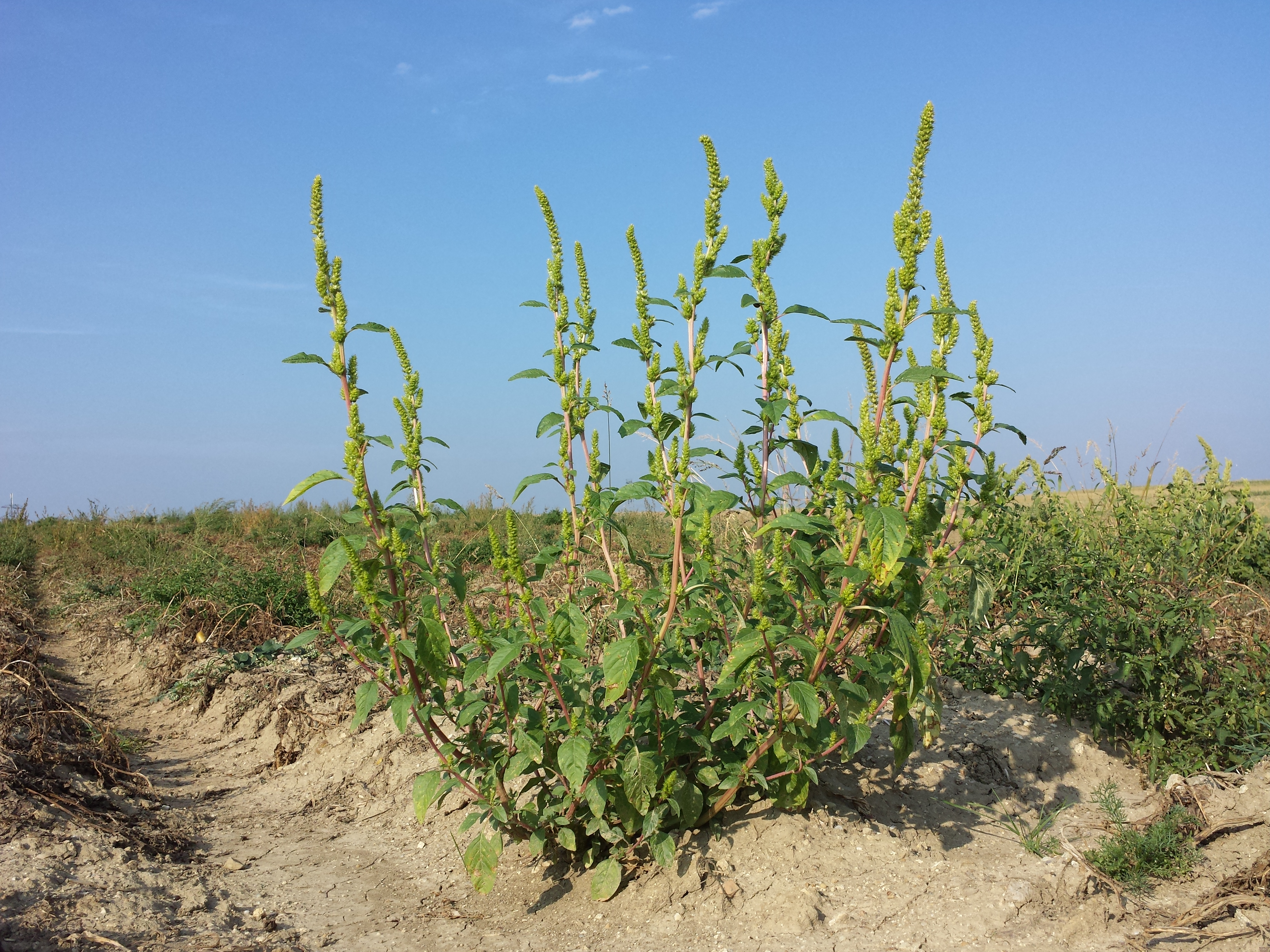
Habitusa
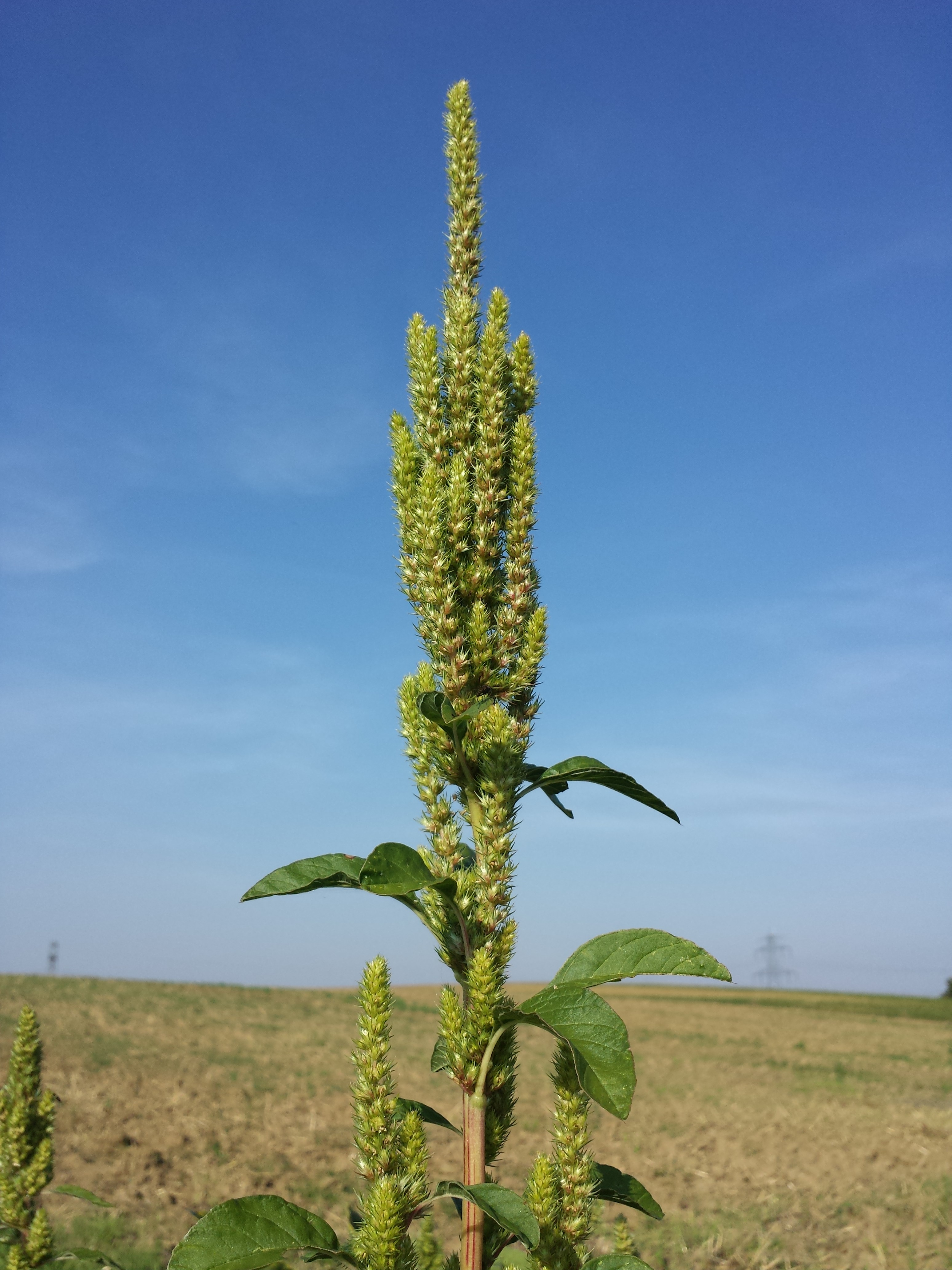
Virágzata
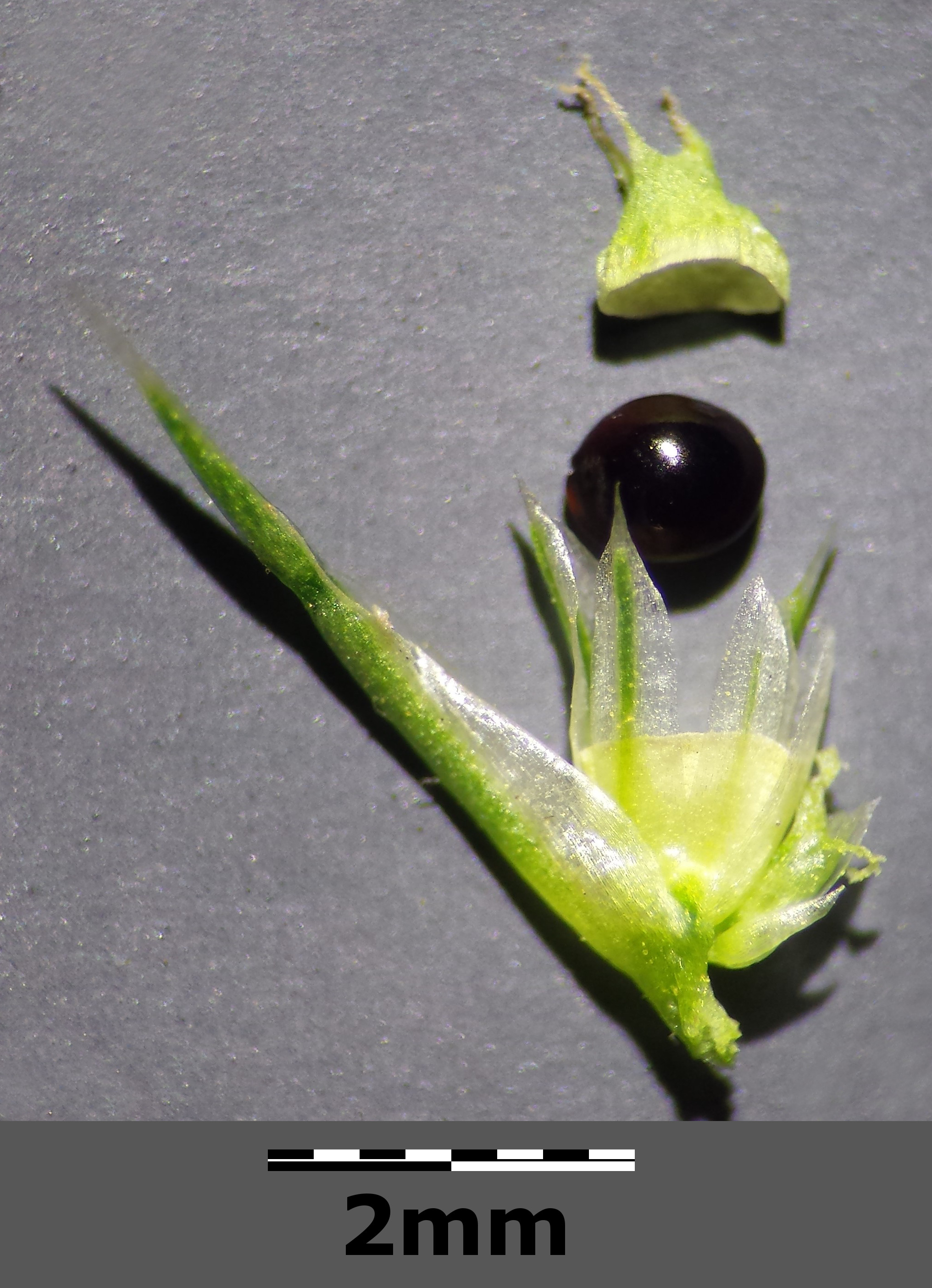
Termése
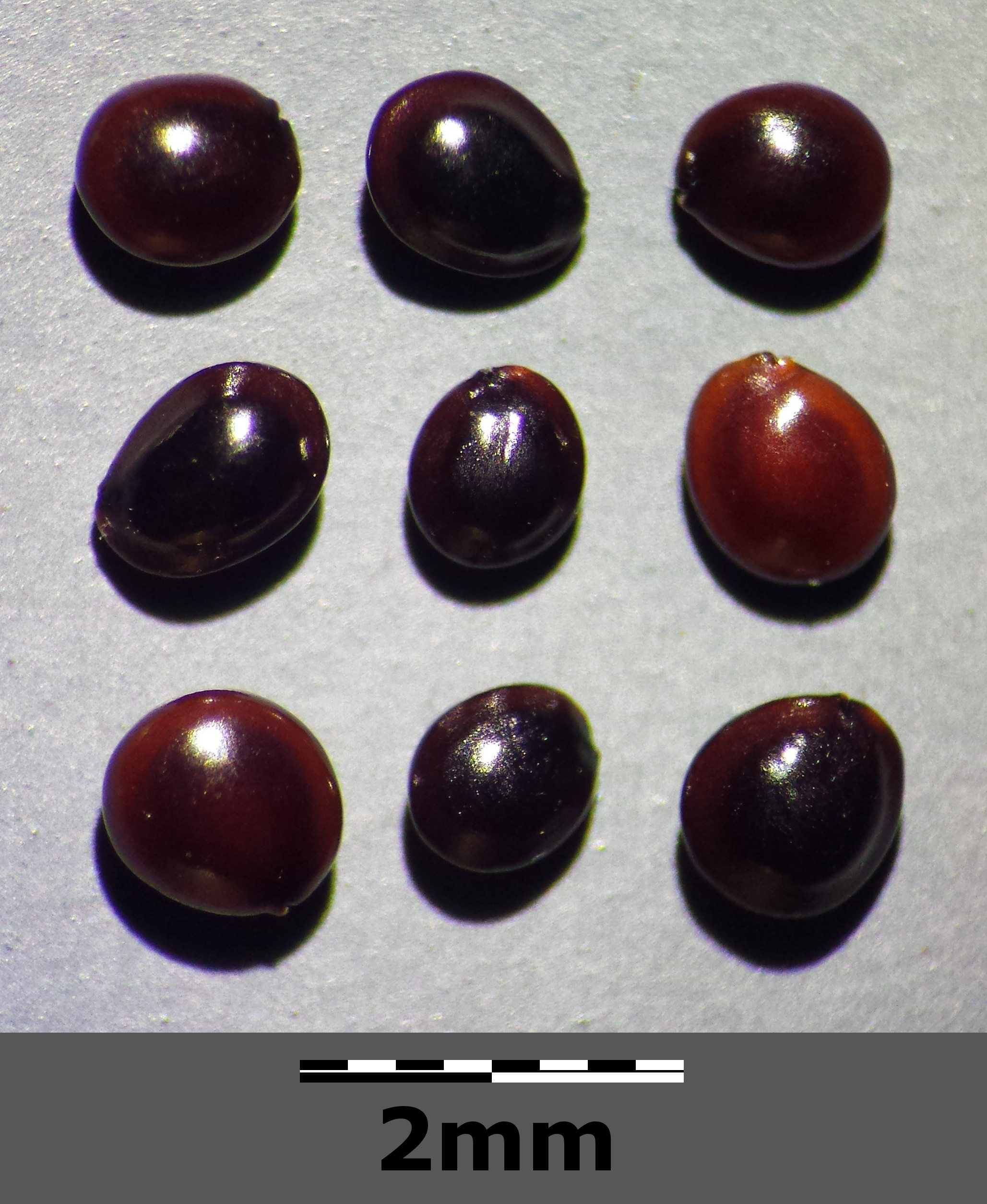
Magvai